# Asilah
Asilah (Arabisch:أصيلة, Berbers: ⴰⵥⵉⵍⴰ, Portugees: Arzila en Spaans: Arcila)
Is een stad in het noorden van Marokko. Asilah ligt ten zuiden van de havenstad Tanger. De stad is vooral bekend als het "witte stadje", vanwege de kleur van de huizen in het centrum. Asilahs economie draait vooral op toerisme. Het stadje trekt elk jaar een groot aantal toeristen. Die komen vooral de kashba (oude stad) bekijken.
Asilah ligt aan de zee en heeft een geschiedenis die teruggaat tot 1500 voor Chr. De stad heeft onder Portugees bestuur gestaan, maar werd later heroverd door de Marokkanen. De stad is ook 44 jaar onderdeel geweest van het protectoraat Spaans-Marokko.

## Afbeeldingen

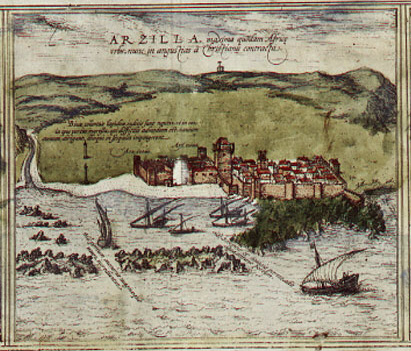
Asilah / Azcila in de 16e eeuw, tijdens het bestuur van het toenmalige overzeese gebiedsdeel van het Koninkrijk Portugal
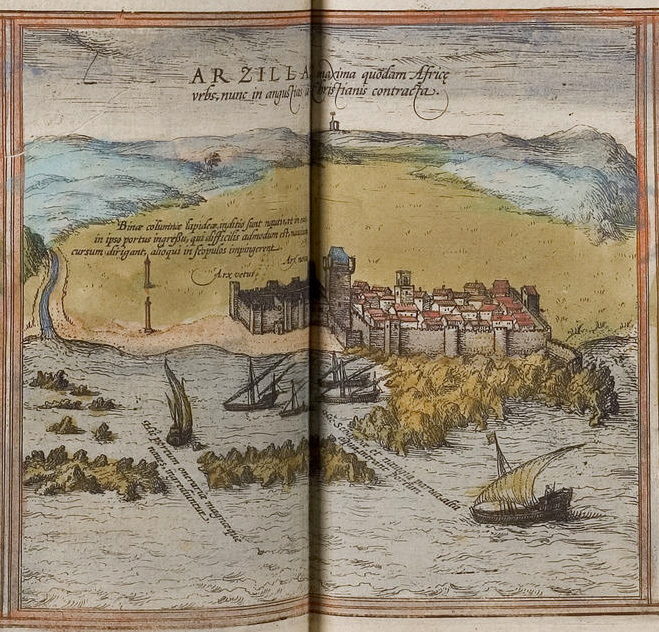
Arzila getekend door Braun & Hogenberg en opgenomen in het boek Civitates Orbis Terrarum uit 1572
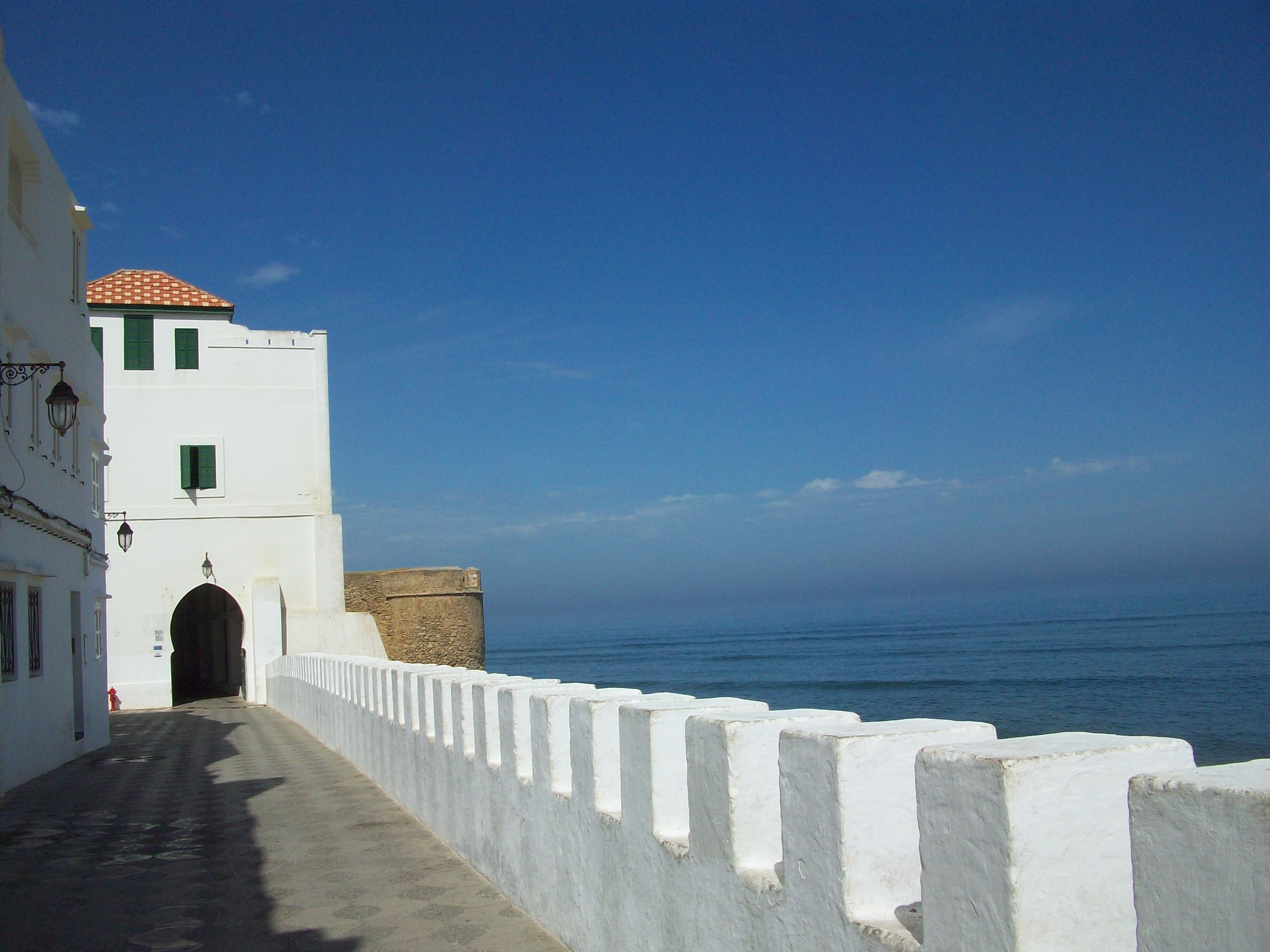
De promenade gebouwd door de Portugezen
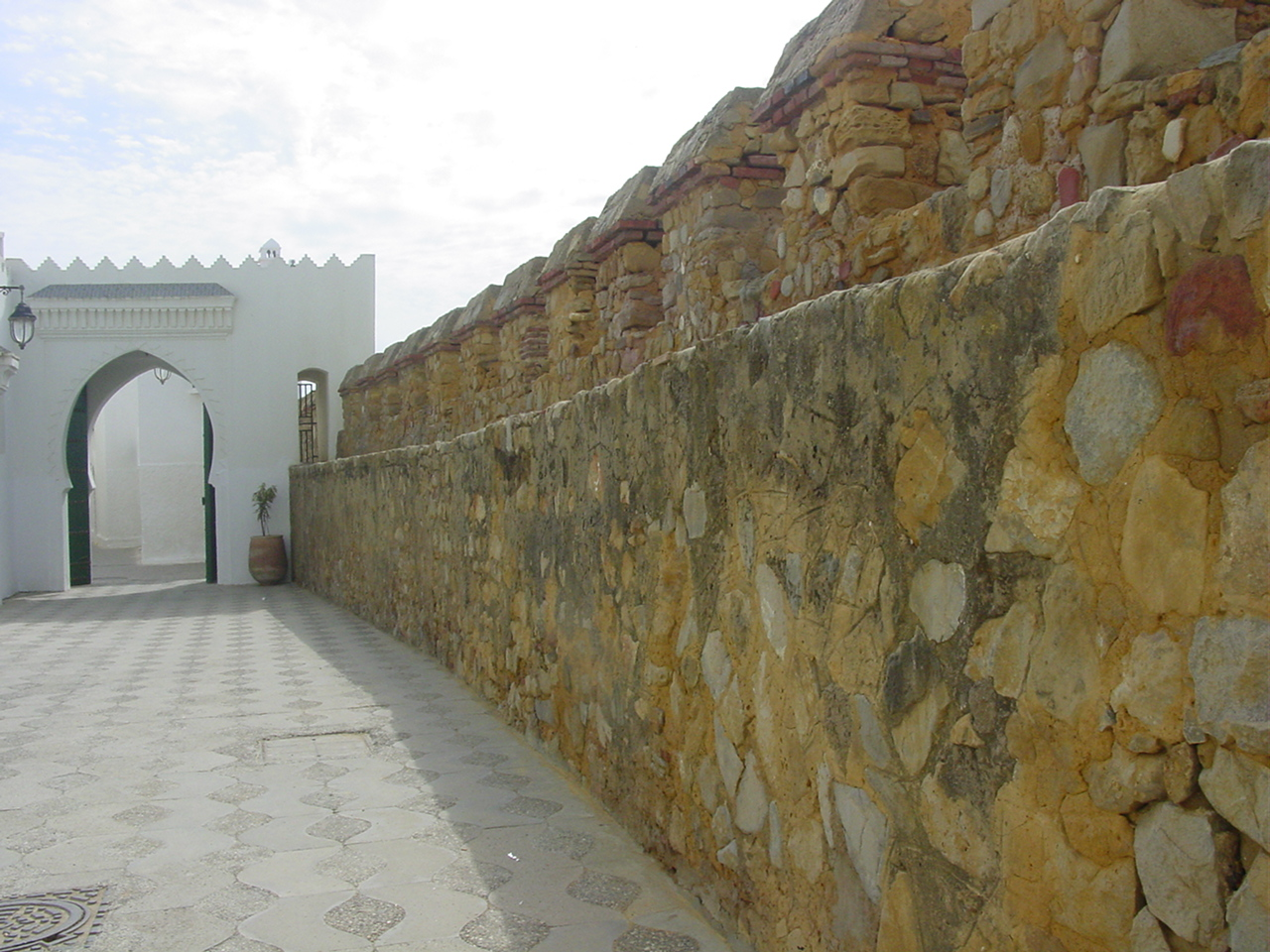
De Stadsmuren opgetrokken door het Koninkrijk Portugal
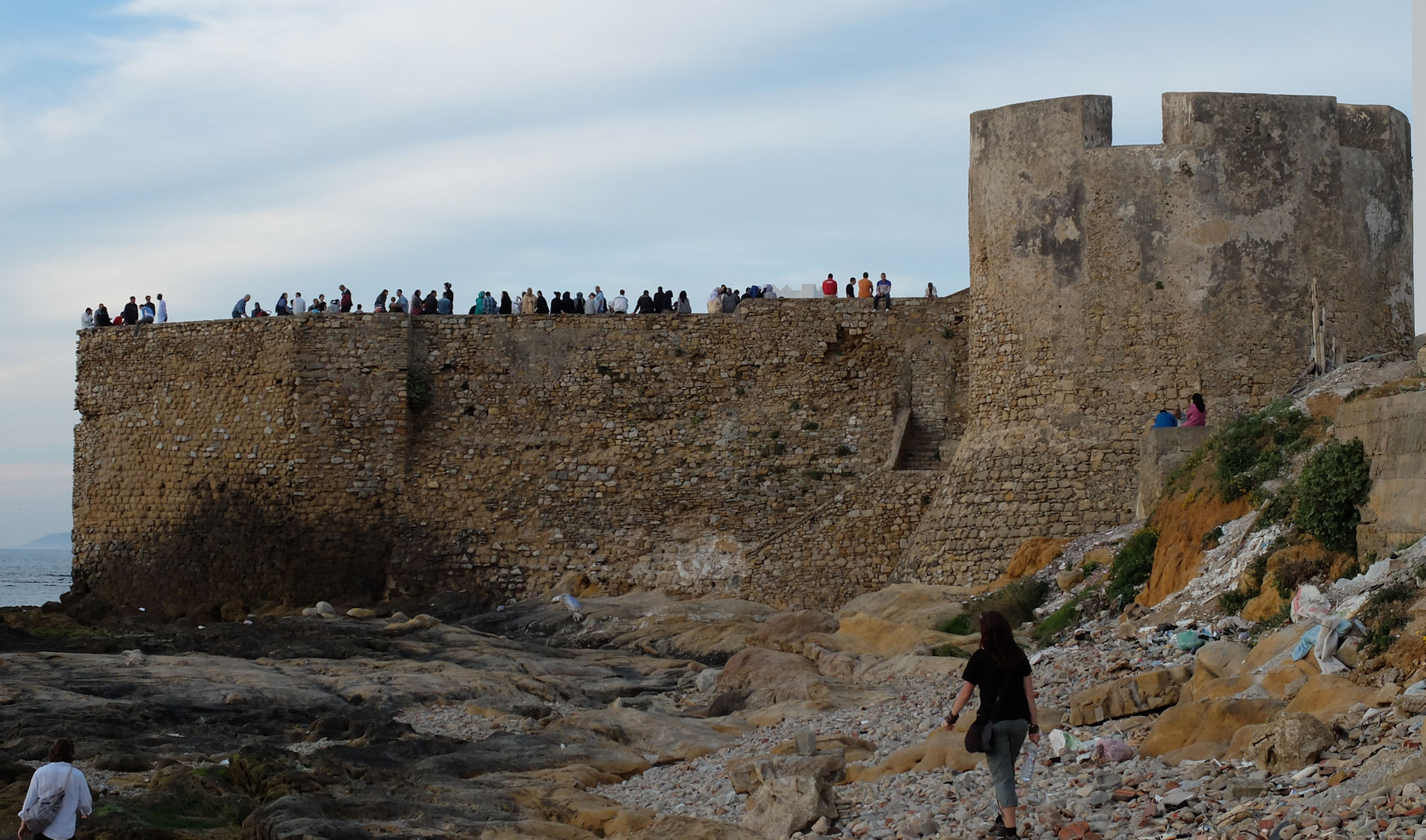
Een van de bastions van Asilah / Arzila / Arcila
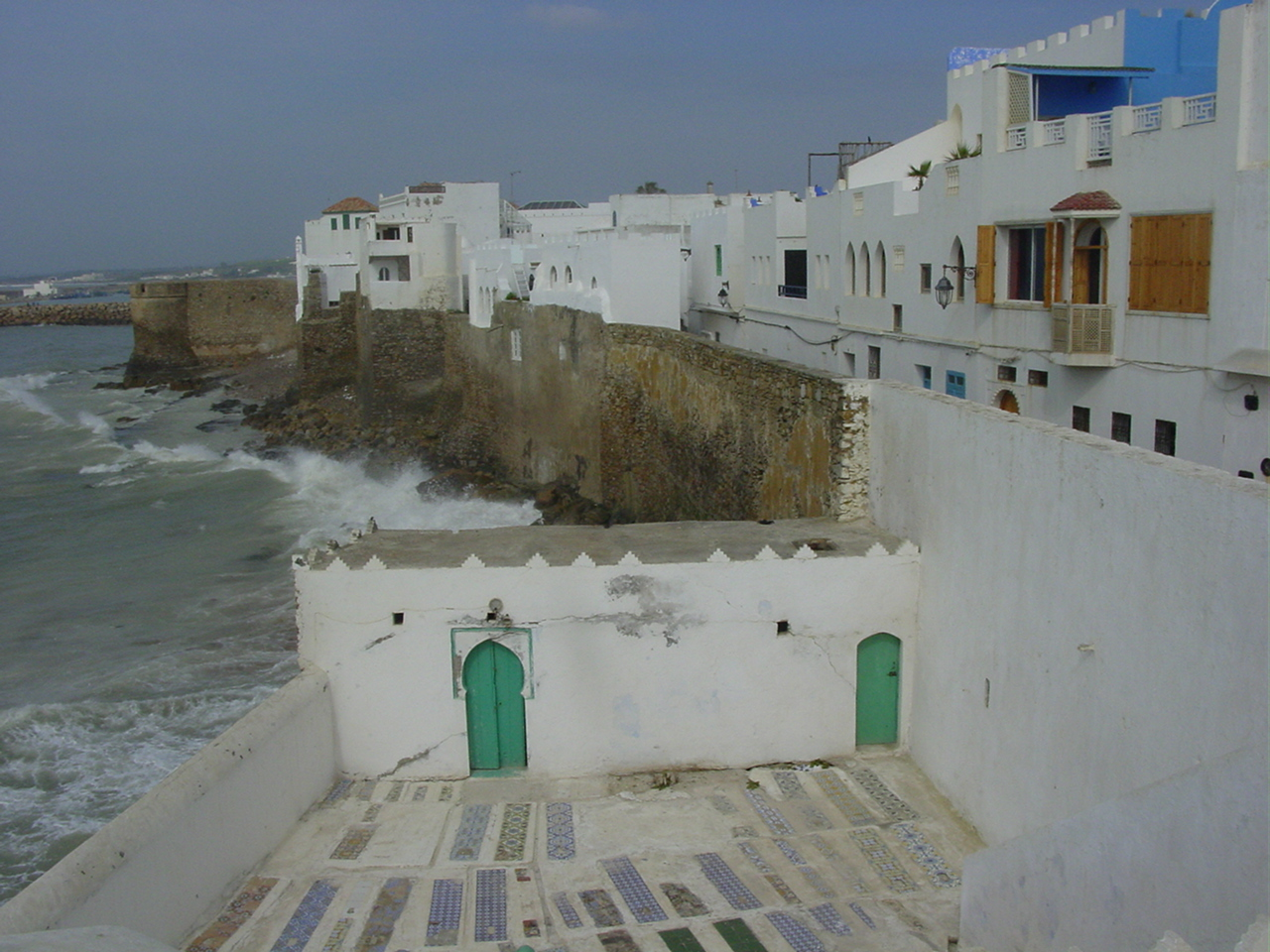
Deel van de stadsmuur vanaf de Atlantische Oceaan
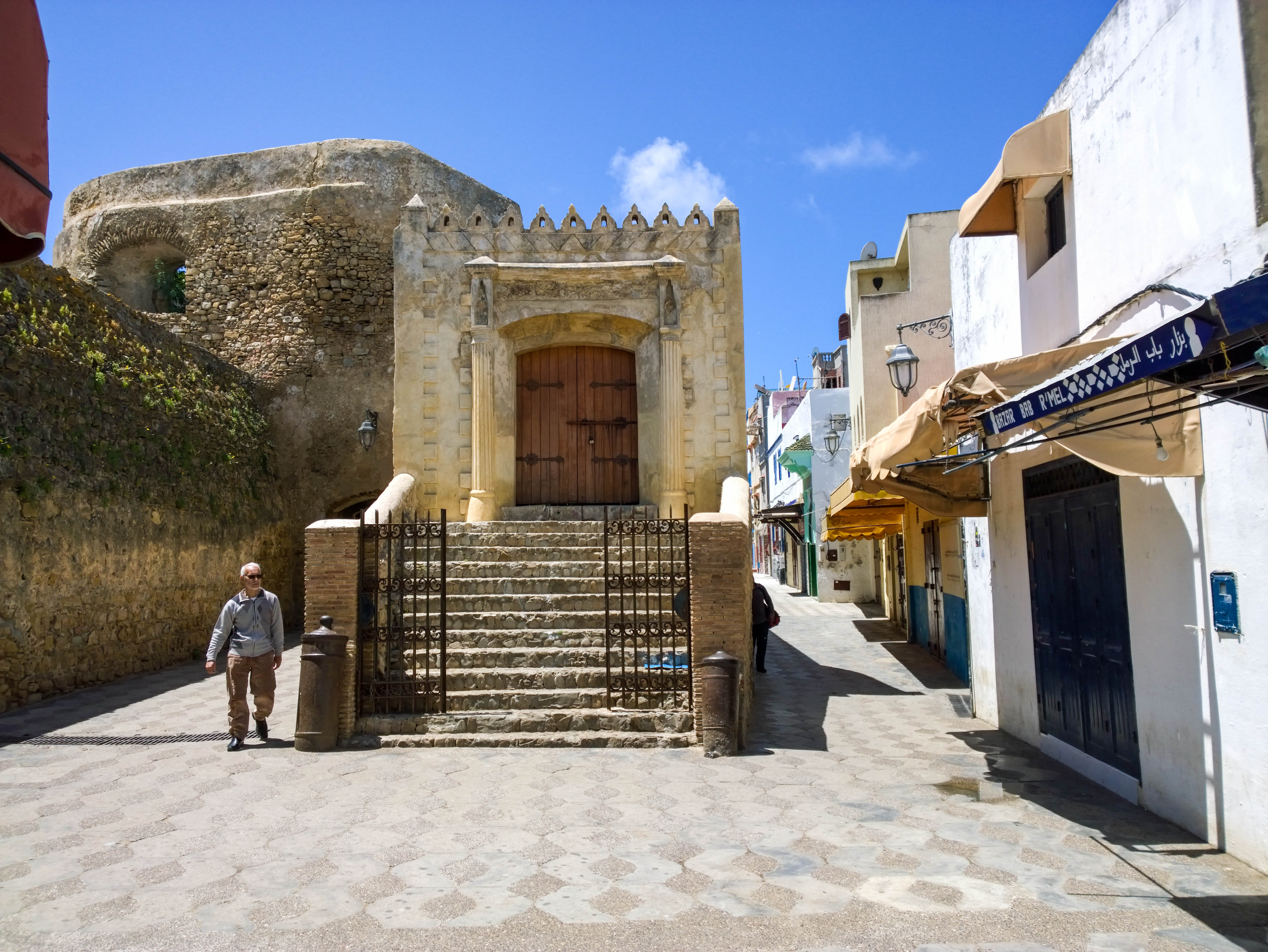
Een stadspoort uit Portuguese tijd
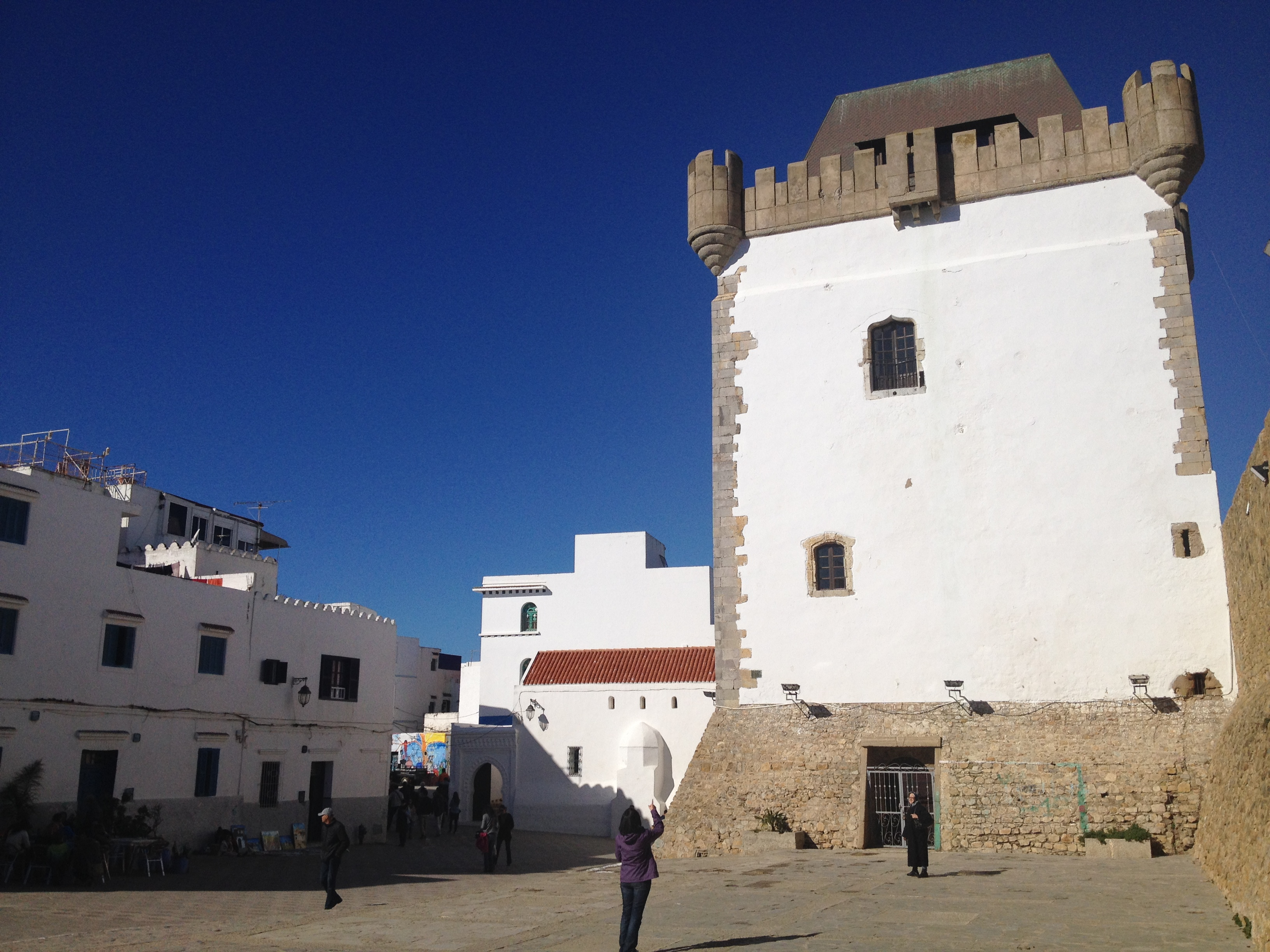
Een stadstoren in  Asilah / Arzila / Arcila
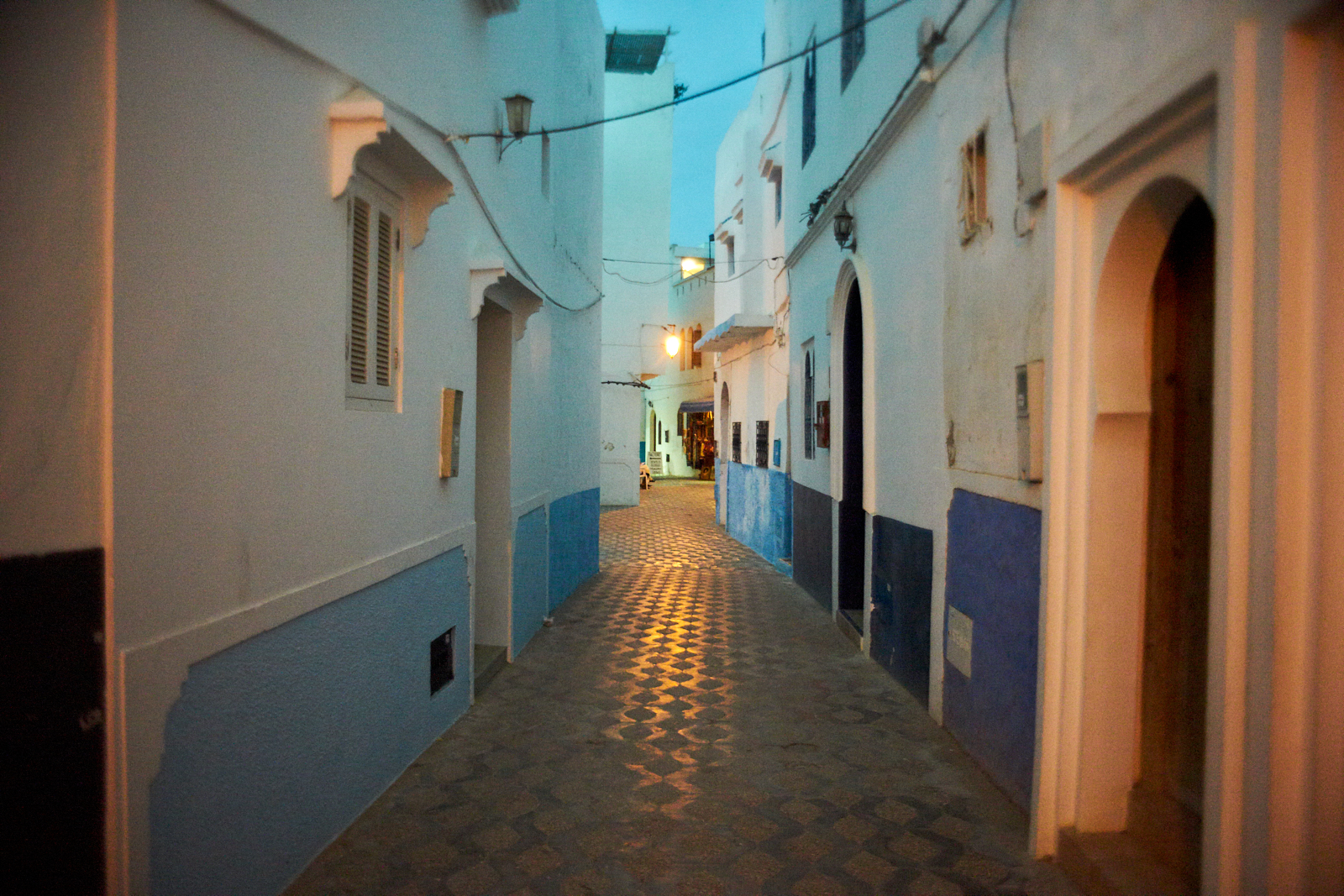
De Medina van Asilah / Arzila / Arcila
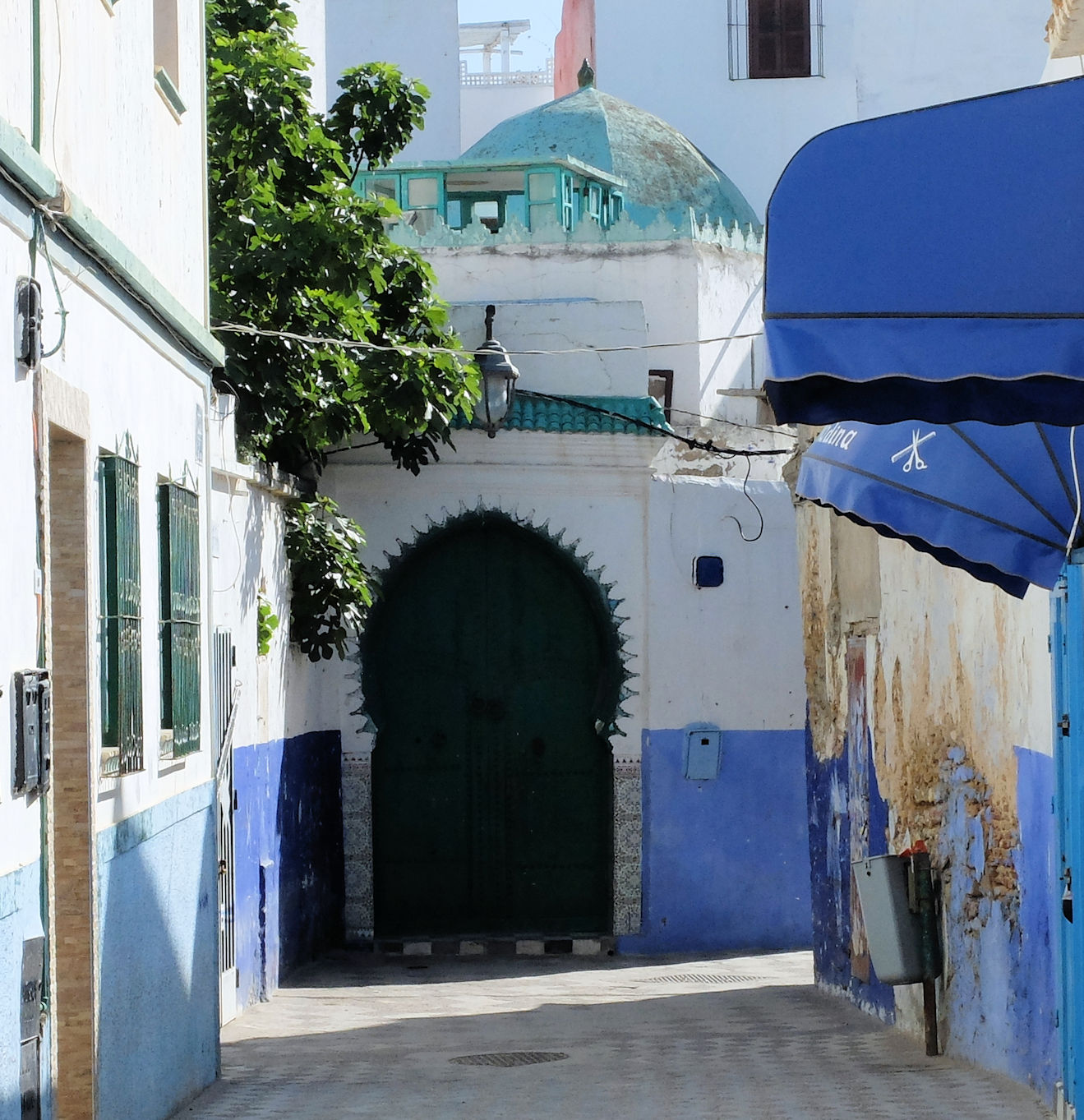
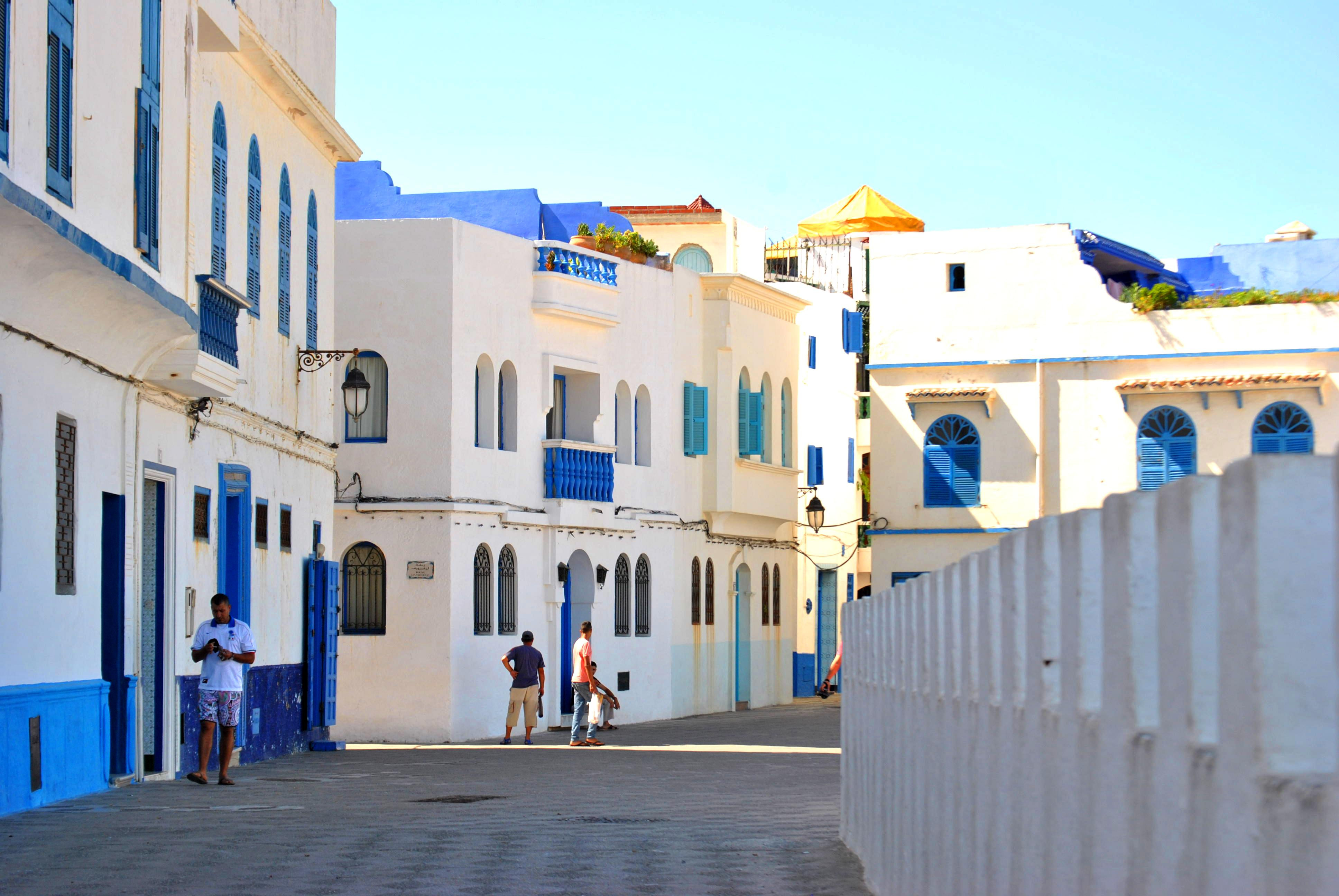
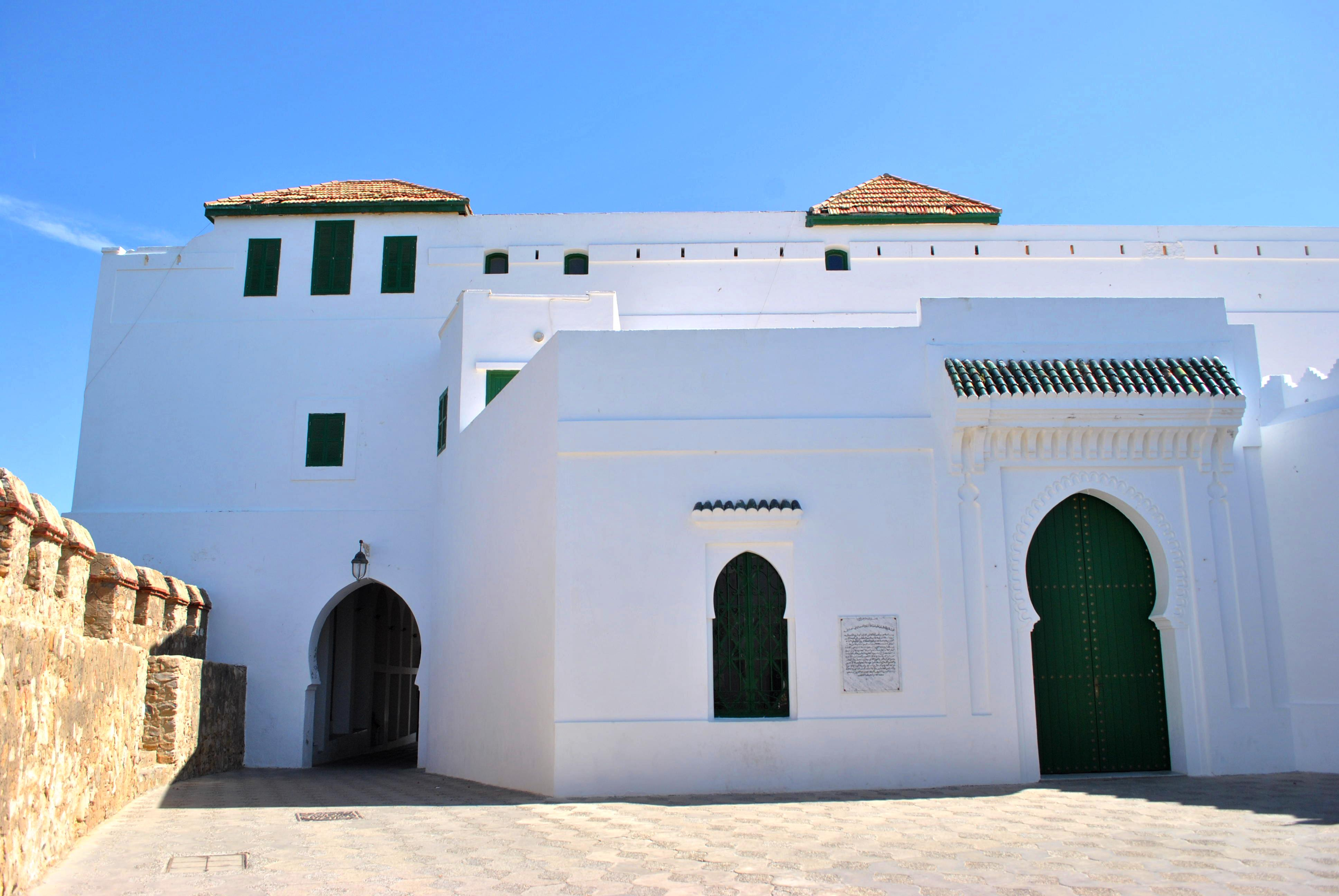
Het Paleis Raissouli
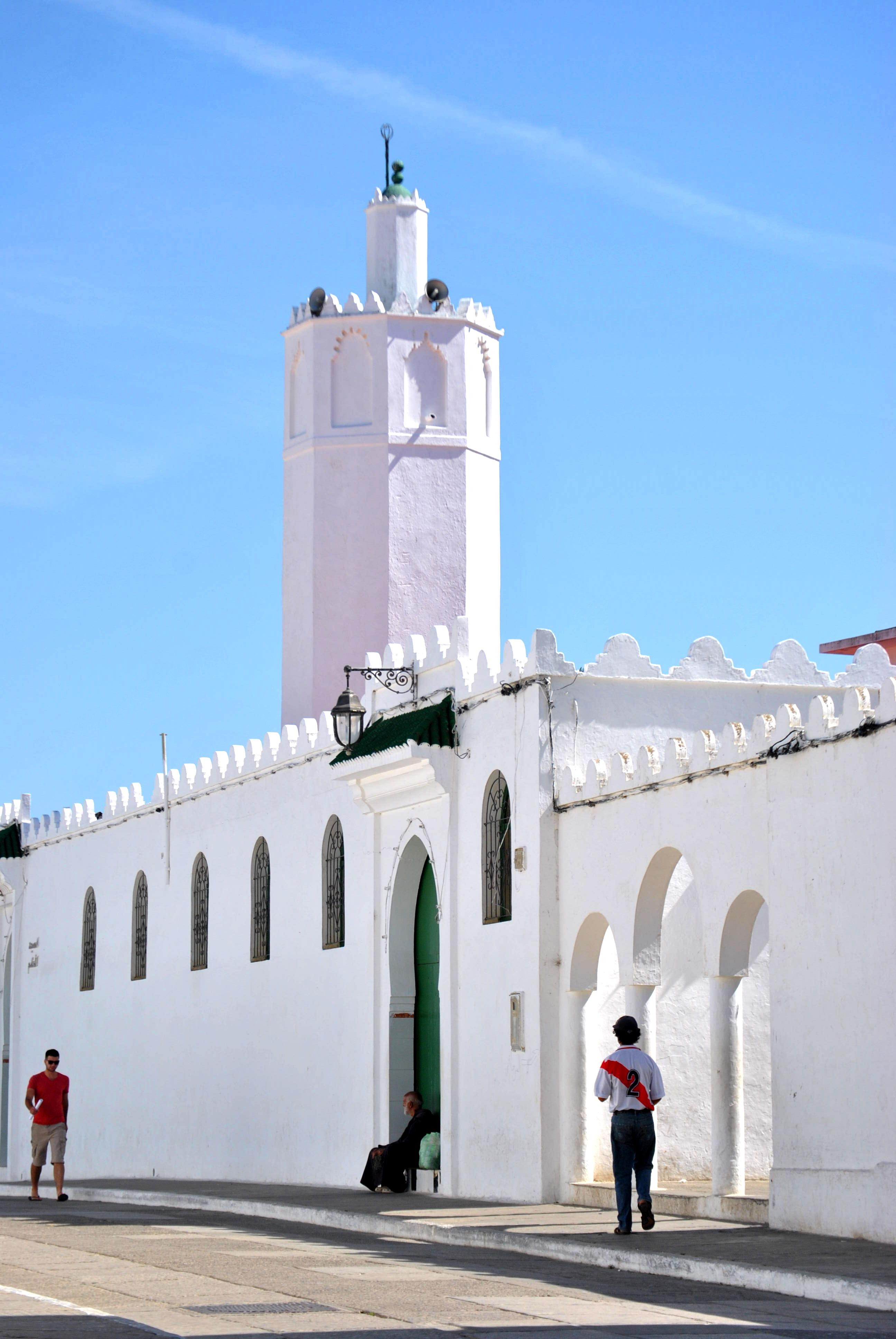
De Moskee van Asilah
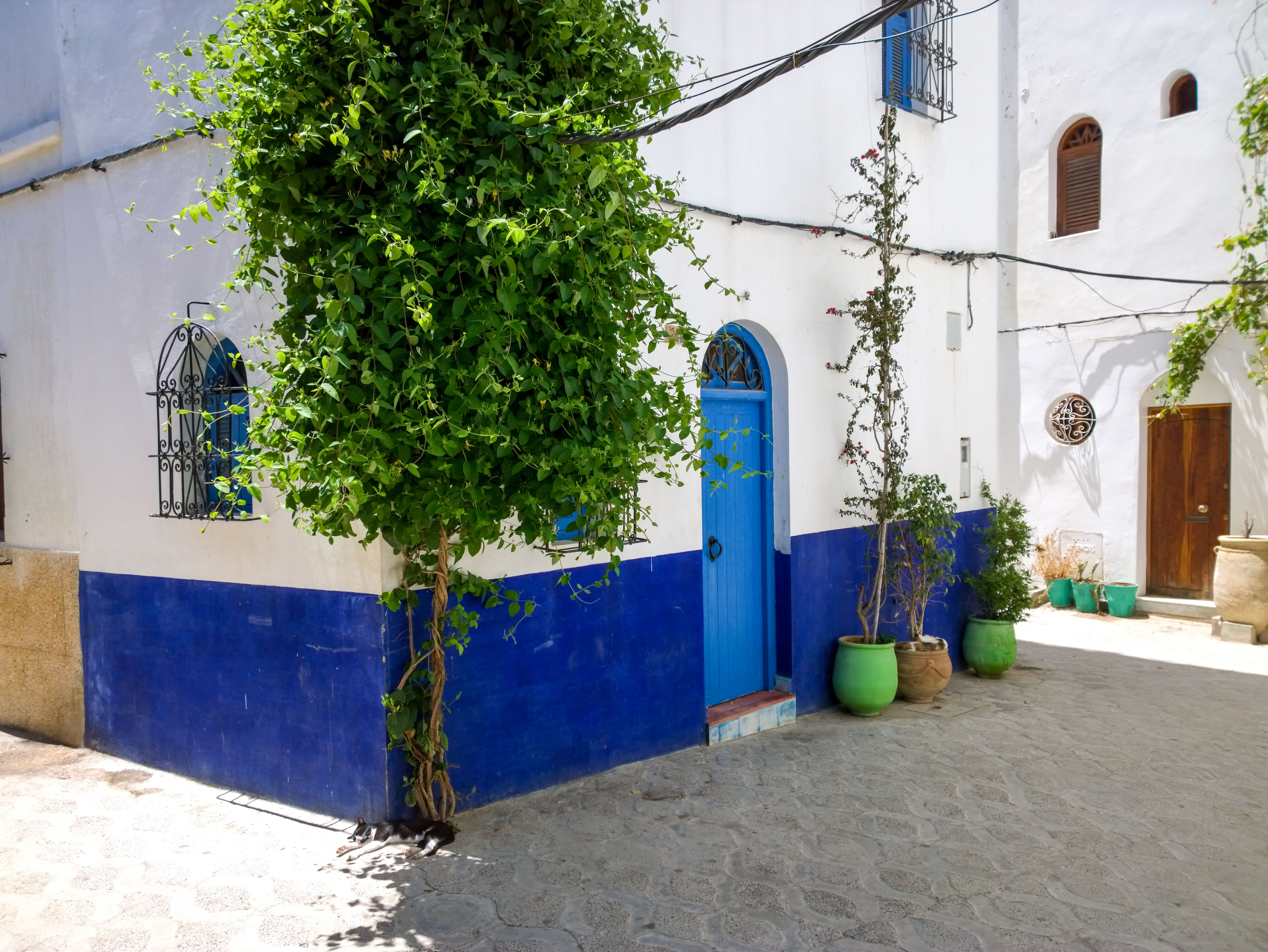

## Externe link

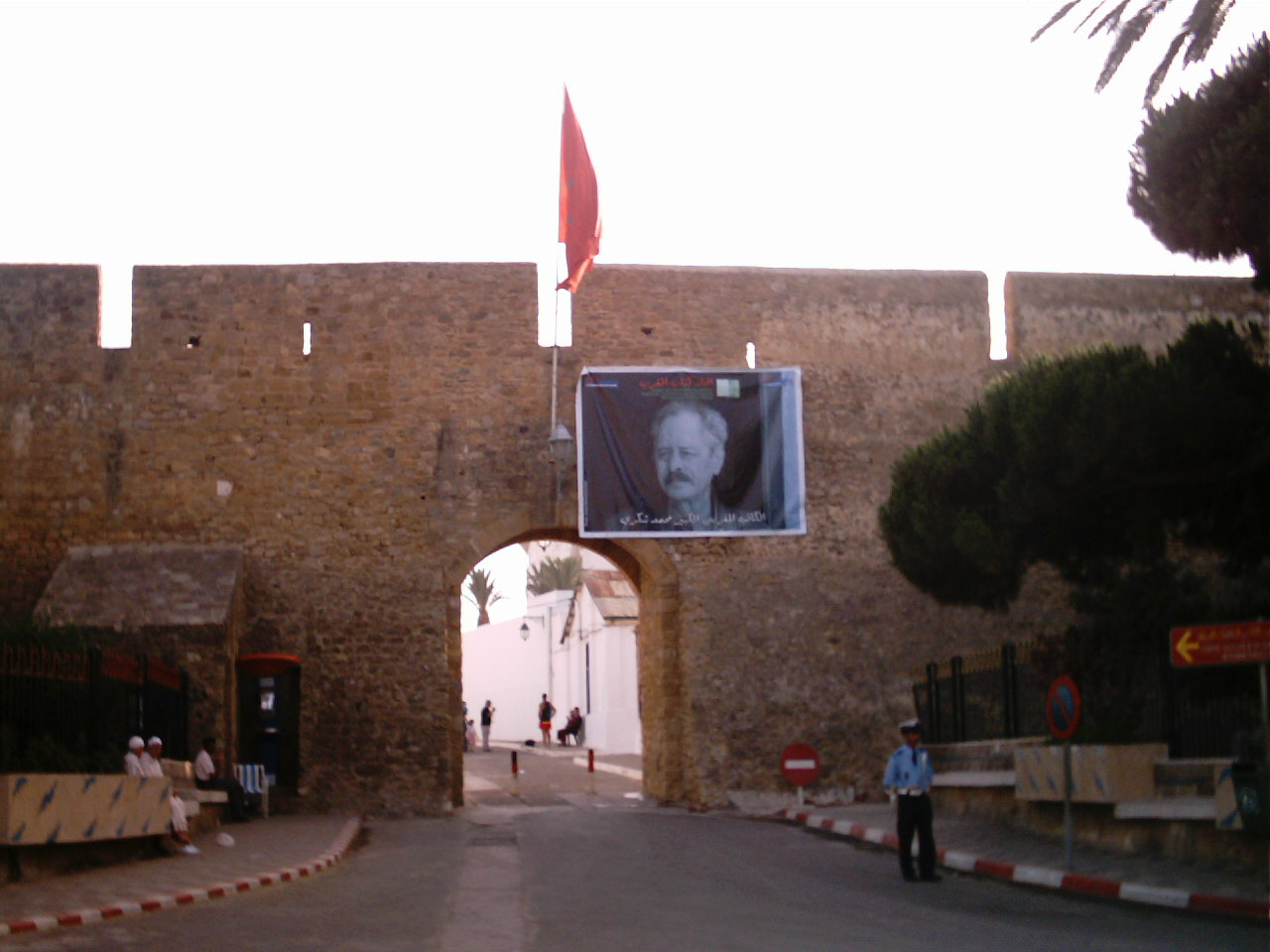
Arzila

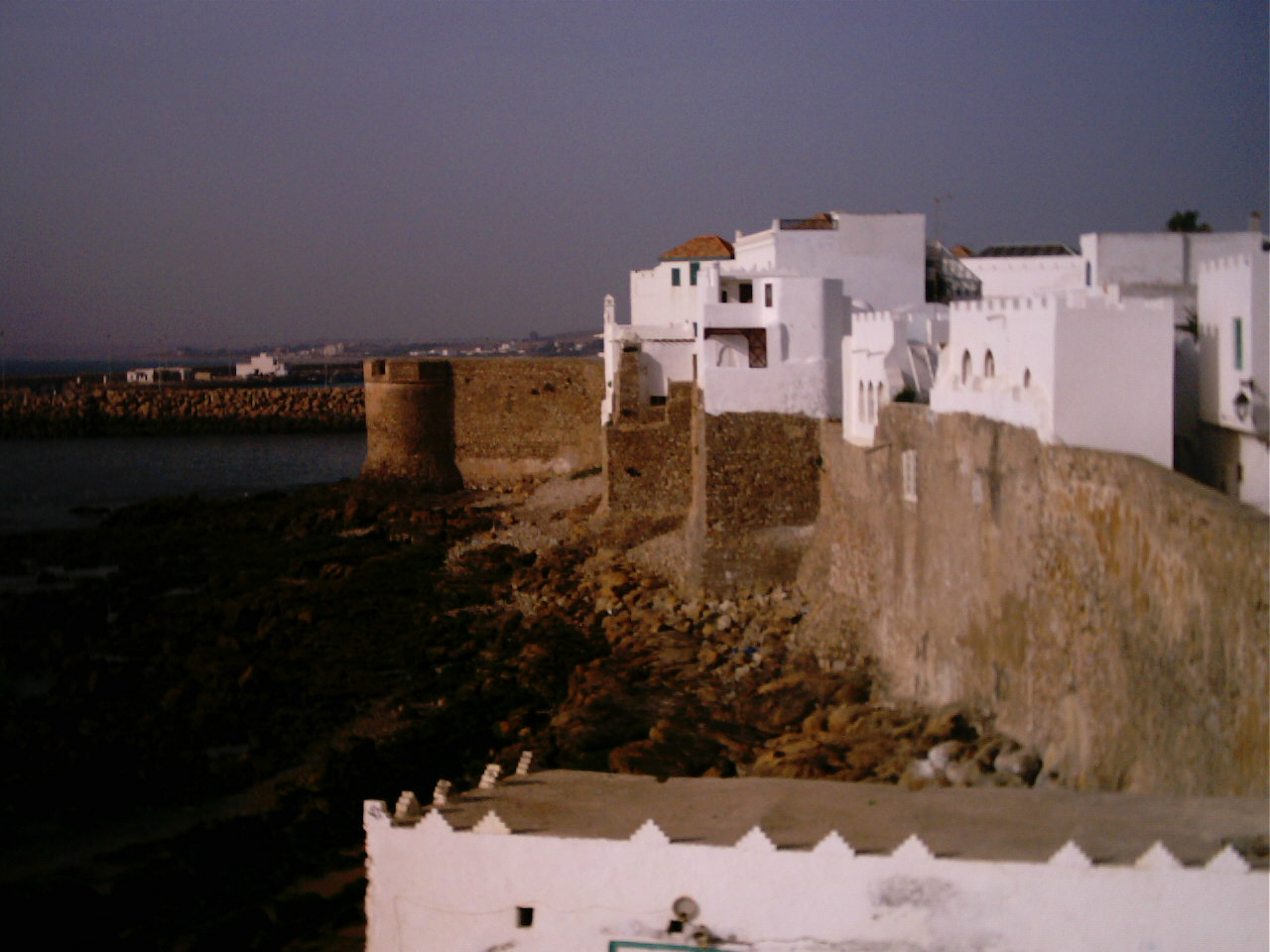
Arzila